# 黑頭異姬蝽
黑頭異姬蝽（学名：Nabis kinbergii）为姬蝽科姬蝽屬下的一个种。